# Dover Beaches North
Dover Beaches North é uma Região censo-designada localizada no estado americano de Nova Jérsei, no Condado de Ocean.

## Demografia
Segundo o censo americano de 2000, a sua população era de 1785 habitantes.

## Geografia
De acordo com o United States Census Bureau tem uma área de
4,1 km², dos quais 2,5 km² cobertos por terra e 1,6 km² cobertos por água.

## Localidades na vizinhança
O diagrama seguinte representa as localidades num raio de 8 km ao redor de Dover Beaches North.